# Nereus
För asteroiden, se 4660 Nereus.

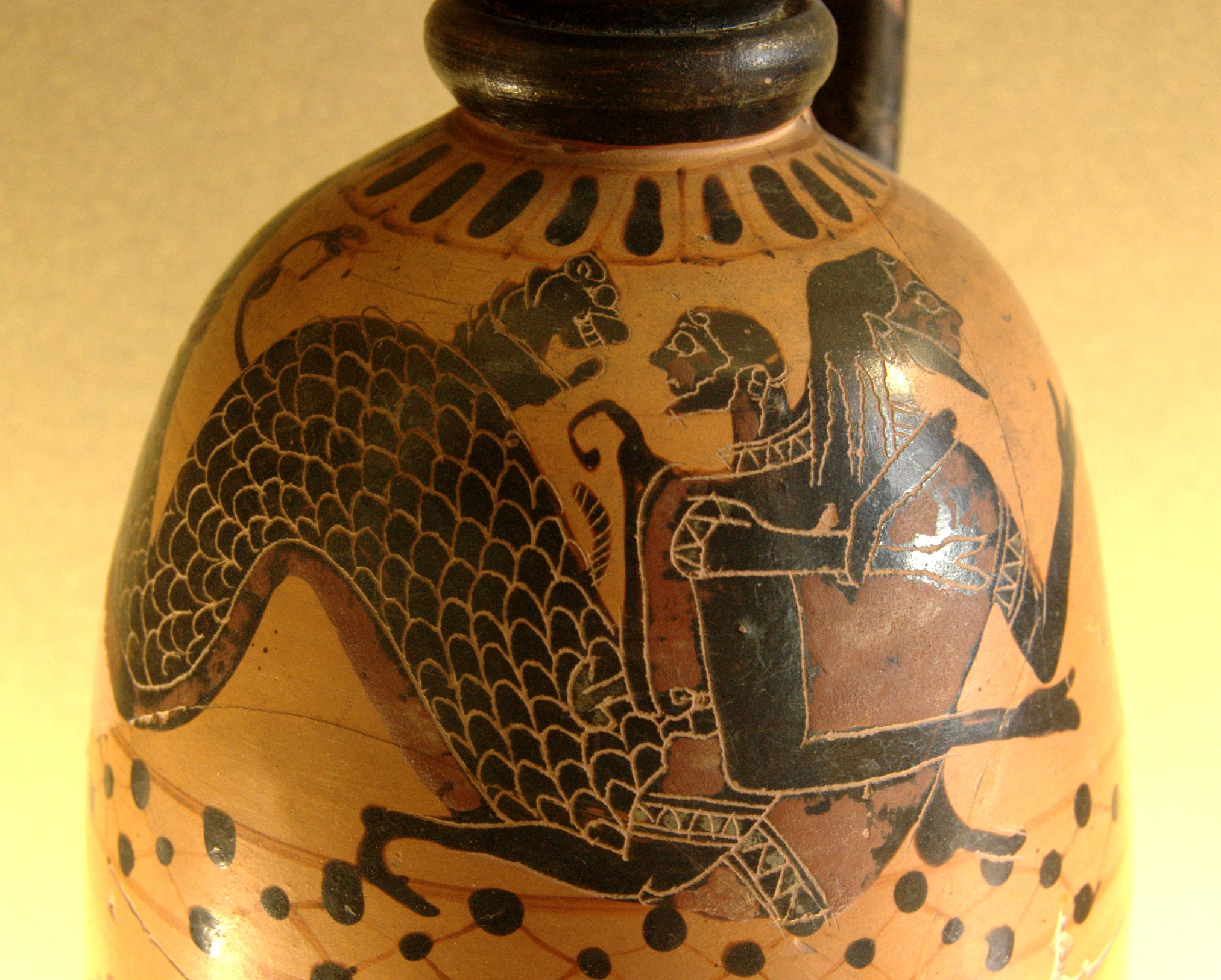
Herakles och Nereus. Svartfigurig lekythos, cirka 590–580 f.Kr., från Beotien. Louvren

Nereus var en havsgud i grekisk mytologi. Han var son till Pontos (Havet) och Gaia (Jorden), gift med Doris och far till en lång rad havsnymfer (50 eller 100) som efter honom kallades för nereiderna; till dem hörde Amfitrite, Galatea och Thetis.
Nereus beskrivs som ärevördig och i stånd till att uttala profetior.
Nereus finns avbildad på många grekiska vaser.